# Borj Cédria
Borj Cédria (arabe : برج السدرية) est une ville située à une vingtaine de kilomètres au sud-est de Tunis.
Incluse dans la municipalité de Hammam Chott, rattachée au gouvernorat de Ben Arous, elle totalise 8 974 habitants.
Elle fait partie de la grande banlieue de la capitale tunisienne et constitue le terminus d'une des principales lignes ferroviaires de banlieue, la ligne de la banlieue sud de Tunis.
Elle est également à l'entrée de la plaine agricole du Mornag, se situant entre les vignes et les champs d'oliviers sur les pentes du djebel Boukornine.
Sous le protectorat, Borj Cédria est appelée Potinville : la firme française de denrées alimentaires, Félix Potin, y possède 3 000 hectares dont 600 de vignobles.
Un technopole est en voie de développement à partir de 2006 ; il a pour vocation de regrouper, à un degré de compétence scientifique et technologique élevé, diverses activités : celles liées à la recherche et au développement ainsi que des activités industrielles innovantes.
À proximité, se trouve le cimetière militaire allemand du même nom qui regroupe 8 562 tombes de soldats allemands tués au combat ou morts en tant que prisonnier de guerre durant la campagne de Tunisie (novembre 1942 à mai 1943). Dans un premier temps, ces morts de la Wehrmacht sont inhumés dans six cimetières provisoires à Naâssen, Bizerte, Mornaguia, El Mdou, Mateur et Sfax. Certains soldats sont inhumés directement sur les différents champs de bataille dispersés à travers le pays. À la suite de l'accord germano-tunisien du 28 mars 1966, l'ensemble des tombes allemandes sont progressivement rapatriées au cimetière militaire de Borj Cédria qui est inauguré le 28 septembre 1977.